# Volkachsmühle
Volkachsmühle ist ein Gemeindeteil der Gemeinde Dingolshausen im unterfränkischen Landkreis Schweinfurt in Bayern.

## Geographische Lage
Die Einöde liegt in der Gemarkung Dingolshausen im äußersten Osten des Dingolshäuser Gemeindegebietes am Volkachbach. In einiger Entfernung befindet sich im Norden Bischwind, ebenfalls ein Gemeindeteil von Dingolshausen. Östlich beginnt das Gemeindegebiet von Michelau im Steigerwald, die Haudersmühle liegt dort der Volkachsmühle am nächsten. Im Südosten, Süden und Südwesten befindet sich der Steigerwald, westlich steht die Mittelmühle und anschließend beginnt Dingolshausen.

## Geschichte
Der Erbauungszeitpunkt der Mühle ist unklar, die Namen der Müller sind erst seit der Mitte des 18. Jahrhunderts nachgewiesen. Zunächst besaß sie Georg Franz Götz, der 1773 die Anwesen erneuerte und 1760 eine neue Scheune errichten ließ. Ihm folgte Friedrich Sendner aus Thüngfeld in Oberfranken nach. Er besaß zwischen 1781 und 1825 alle drei Dingolshäuser Mühlen.
Ihm folgten seine Söhne nach. Zwischen 1825 und 1855 saß Friedrich Sendner II. zusammen mit seiner Frau Dorothea, geborene Feldmann, auf der Volkachsmühle. Unter seiner Verwaltung brach die Mühlenwirtschaft zusammen und er musste die Mühle weiterverkaufen. Sie kam dann bis zum Jahr 1865 an die Familie Neuner, die wohl aus Schlüsselfeld stammte. Bis 1877 war die Familie Scheder Besitzerin der Mühle.
Im Jahr 1877 erwarben die Familien Bausewein und Adler aus Ebrach die Mühle. Familie Adler kaufte gleichzeitig auch die Klesenmühle bei Gerolzhofen. Erst im Jahr 1855 gelang es Ignaz Sendner senior, die Mühle wieder in die Hände seiner Familie zu bekommen und er bewirtschaftete wieder das Anwesen seines Urgroßvaters Friedrich Sendner II. Zwischen 1919 und 1958 saß sein Sohn Ignaz Sendner junior dort, ehe die Mühle an Theobald Sendner gelangte.

## Mühle und Mühlentechnik
Die Volkachsmühle (auch Obermühle) wurde ursprünglich mit dem Wasser eines eigens gegrabenen Mühlbachs versorgt. Hierzu errichtete man ein Wasserwehr und leitete die Volkach um. Dies führte auch dazu, dass sich der Standort der Mühle über die Jahrhunderte leicht veränderte, weil Wehre versetzt und erneuert werden mussten. Mit insgesamt sieben Metern Bachgefälle hat die Volkachsmühle das höchste Gefälle entlang der Volkach. Der Mühlbach wurde im Zuge der Flurbereinigung im Jahr 1960 eingeebnet.
Das Anwesen des Jahres 1773 war einstöckig und bestand aus dem Wohnhaus, mit Mühlraum, einem Weinkeller, der Scheune von 1760, sowie einem Schweinestall, einem Backofen und einer Darre. Zusätzlich richtete man eine Sägemühle ein, die bis 1912  bestand und mit einem eigenen Mühlstein angetrieben wurde. Die jeweilige Müllerfamilie bewirtschaftete etwa 100 Morgen Feld in der Umgebung der Mühle, sodass die Volkachsmühle im nahen Dingolshausen mit großem Wohlstand assoziiert wurde.
Im Jahr 1912 errichtete der Müller das Wohnhaus neu und brach den ursprünglich 14 auf 4 Meter großen Keller fast vollständig ab. Zwischen 1925 und 1928 verlegte man die Sägemühle an die Staatsstraße, um die Kunden schneller beliefern zu können und stellte sie auf Dampfantrieb um. Dennoch wurde noch in den 1920er-Jahren die Sägemühle stillgelegt. Im Jahr 1939 riss man die Scheune des 18. Jahrhunderts ab.
Die Getreidemühle unterhielt zunächst einen Schrot- und einen Mahlgang. Um 1929 erweiterte man sie durch einen Walzenstuhl, eine Sicht- und eine Schälmaschine. Doch bereits 1935 wurde die Mehlherstellung eingestellt und es wurde lediglich geschrotet. Im Jahr 1936 erhielt die Volkachsmühle einen Dieselmotor und das Schrotgeschäft wurde ausgeweitet. Nachdem während des Zweiten Weltkrieges nur noch Dingolshausen beliefert werden konnte, stellte man 1951 den Mühlenbetrieb ein.